# 인트러스트 뱅크 아레나
인트러스트 뱅크 아레나(영어: Intrust Bank Arena)는 미국 캔자스주 위치토에 위치한 실내 경기장이다. 현재 ECHL 위치토 선더의 홈경기장으로 사용되고 있으면, G 리그 오클라호마시티 블루의 제 2홈경기장으로 사용되고 있다.